# 埃图瓦勒圣西里斯
埃图瓦勒圣西里斯（法語：Étoile-Saint-Cyrice，法語發音：[etwal sɛ̃ siʁis]）是法国上阿尔卑斯省的一个市镇，属于加普区。

## 地理
埃图瓦勒圣西里斯（44°18'55"N, 5°37'41"E）面积14.41 平方千米，位于法国普罗旺斯-阿尔卑斯-蓝色海岸大区上阿尔卑斯省，该省份为法国东南部内陆省份，北起萨瓦省，西北接伊泽尔省，西南接德龙省，南至上普罗旺斯阿尔卑斯省，东北部与意大利接壤。
与埃图瓦勒圣西里斯接壤的市镇（或旧市镇、城区）包括：沙努斯、蒙热、奥皮埃尔、圣科隆布、拉博雷勒、维勒布瓦莱潘。

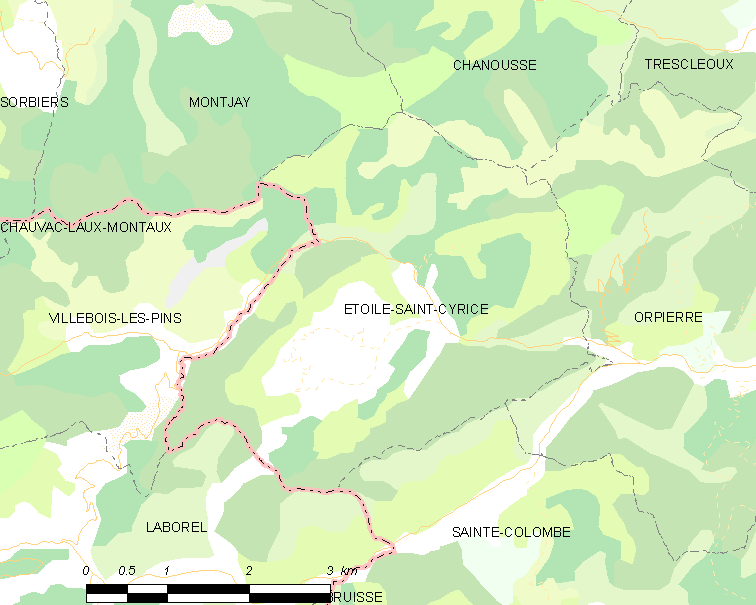
埃图瓦勒圣西里斯的OSM定位图

埃图瓦勒圣西里斯的时区为UTC+01:00、UTC+02:00（夏令时）。

## 行政
埃图瓦勒圣西里斯的邮政编码为05700，INSEE市镇编码为05051。

## 政治
埃图瓦勒圣西里斯所属的省级选区为塞尔县。

## 人口

1962-2008年间埃图瓦勒圣西里斯人口变化图示

埃图瓦勒圣西里斯于2022年1月1日时的人口数量为24人。